# NGC 6528
NGC 6528 је збијено звездано јато у сазвежђу Стрелац које се налази на NGC листи објеката дубоког неба.
Деклинација објекта је - 30° 3' 19" а ректасцензија 18h 4m 49,6s. Привидна величина (магнитуда) објекта NGC 6528 износи 9,6. NGC 6528 је још познат и под ознакама GCL 84, ESO 456-SC48.